# 쓰누가아라시토
쓰누가아라시토(都怒我阿羅斯等), 혹은 우사기아리질지간기(于斯岐阿利叱智干岐; 우시키아리시치칸키)는 《일본서기(日本書紀)》에 등장하는 기원전 1세기 가야의 왕자이다.

## 기록
《일본서기》에는 스이닌 천황(垂仁天皇) 2년조의 주석으로 2개의 전설이 기록되어 있으며, 소나갈질지 설화의 뒤에 뒤이어 나온다.
첫번째는 스진 천황(崇神天皇) 대에 이마에 뿔이 자란 쓰누가아라시토가 배로 아나몬(穴門)에서 이즈모국(出雲国)을 지나 고시국의 케히우라(笥飯浦)에 왔다고 한다. 그리고 이것이 '쓰누가(角鹿)' 지역의 어원이라고 한다. 그리고 쓰누가(角鹿)라는 지역의 이름은 후에 쓰루가(敦賀)로 전화되었다.
3년 뒤 11대 스이닌 천황은 쓰누가아라시토가 귀국할 때에 선대 스진 천황 휘인 '미마나(任那, 弥摩那, 彌摩那)'를 국명으로 하라고 조서를 내렸으며, 적견(赤絹)을 하사했다. 쓰누가아라시토는 의부가라국왕(意富加羅國王; 오호카라노쿠니)의 아들이었는데 이 교를 받은 까닭에 나라의 이름을 미마나(임나)로 바꾸었다고 전한다. 천황이 선물한 비단은 신라인이 이를 듣고 병사를 일으켜서 모두 빼앗았다. 이 일로 이후 신라와 임나는 불화하게 되었다고 한다.
一云…仍以赤織絹給阿羅斯等, 返于本土. 故, 號其國謂彌摩那國, 其是之緣也. 於是, 阿羅斯等以所給赤絹, 藏于己國郡府. 新羅人聞之, 起兵至之, 皆奪其赤絹. 是二國相怨之始也.— 垂仁天皇紀

두번째 전설에서 아라시토가 국(國)에 있었을 때에 누런 소에 대한 댓가로 얻은 백석(白石)이 아름다운 동녀(童女)로 화화하였기에, 쓰누가아라시토는 동침하려 하였다. 그러자 동녀는 쓰누가아라시토를 떠나 일본으로 갔고, 나니와(難波)와 함께 도요쿠니(豊国)의 구니마에군(国前郡)의 히메가타리소샤(比売語曽社)의 신이 되었다고 한다. 쓰누가아라시토는 동녀를 쫒아 일본까지 건너갔다.
또한 두번째 전설의 관련 전승이 《고사기》의 아메노히보코(天之日矛, 天日槍)・아카루히메노카미(阿加流比売神) 설화나 《셋쓰국풍토기(摂津国風土記)》의 일문(逸文)(《萬葉集註釈》所引)에 보인다.

## 고증

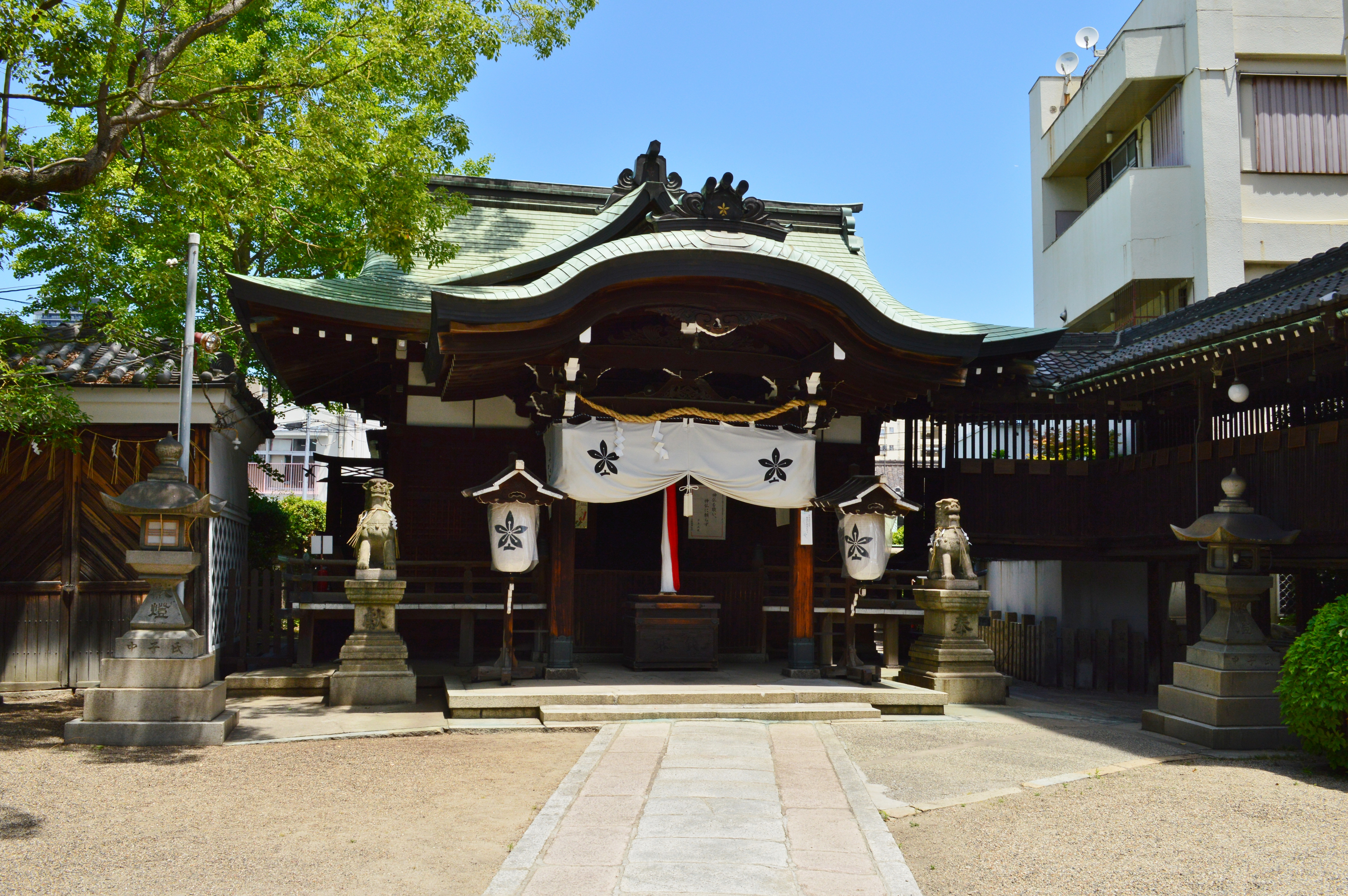
히메고소신사 (오사카)

'쓰누가'라는 이름은 신라 최고 관직인 '서불한(舒弗邯)' 즉 각간(角干)을 훈독한 것에서 유래했다는 설이 있으며, 또한 이 쓰누가가 와전되어 쓰루가(敦賀)라는 지명이 나왔다고도 한다. 또한 '아라시토'는 한국어 '알지(閼智)'에서 보이는 것처럼 신라와 가야의 귀족에 대한 경칭으로 보기도 한다. 쓰루가에는 식내사(式内社)로서 시로키신사(白城神社)•시로키히코신사(信露貴彦神社)라는 신라계 신사도 분포하고 있으며, '쓰누가아라시토'의 이름이나 설화를 아울러, 한반도 남부에서 쓰루가 지역 주변으로 이어지는 도래인(渡来人)의 내방과 정착이 있었음을 시사한다. 기원전 1세기의 쓰누가라는 인물에 대하여 기원후 6세기 일본측에서 기록한 탁순국의 아리사등(阿利斯等), 기능말다간기(재위:?~538년) 와 동일시되는 설도 있으나 탁순국의 아리사등은 기원전 1세기 쓰누가아라시토(소나갈질지)가 일본에 도착한 이후 400년 이상 지난 6세기 인물로 일본으로 건너가 영주가 된 인물이며 탁순국 아리사등 후손들이 아리사등과 기원전 1세기 인물인 쓰누가를 동일시하여 제사를 지낸 것으로 보인다.
또한 두 번째 전설에 보이는 '히메가타리소샤(比売語曽社)' 가운데 나니와의 신사는 히메고소신사(比売許曽神社, 오사카부 오사카시 히가시나리구 소재, 식내명신대사式内名神大社)와 도요쿠니(豊国)의 구니마에군(国前郡)의 신사는 히메가타리소샤(比売語曽社, 오이타현 히가시쿠니히가시군東国東郡 히메시마무라姫島村 소재)로 비정된다. 두번째 전설은 아메노히보코 전설과 같은 전설의 다른 버전으로 보고, 동일한 신에 관한 전승으로 보고 있디. 아메노히보코(天日槍)라는 이름 자체가 상술한 '쓰누가(각간)아라시토(알지)'의 일본이름이 되었다는 지적도 있다. 그리고 이런 전설에 아메노히보코는 신라 왕자, 쓰누가아라시토는 대가야 왕자라고 하지만 이는 한반도 유래 전승이 일본에서 특정 쿠니에 할당되었던 것에 지나지 않는다고 보는 시각도 있다.。
쓰누가아라시토는 '우사기아리질기간기(于斯岐阿利叱智干岐)' 라는 이름으로도 표기되는데 일본어 발음으로 '우시키아리시치칸키(うしきありしちかんき)'라고 표기된다.  '우시(于斯)' 는 즉 '우시(牛, 소)'의 고대 한국어이며 '키(岐)' 는 존칭을 뜻하는 '貴', 질지(叱知)는 가야의 왕족 등급인 질지 또는 일본어로 부(父,ちち,치치)를 뜻하고 칸키(干岐) 또한 '키(岐)'는 존칭을 뜻한다. 쓰누가아라시토 전승에서 등장하는 '오호카라(意富加羅)'는 《삼국유사(三國遺事)》 권2 「가락국기(駕洛國記)」의 금관가야(金官伽耶)로 보기도 하며, '오호'를 크다(大; 오오)는 의미로 보아 대가야로 해석하기도 한다.

## 전승

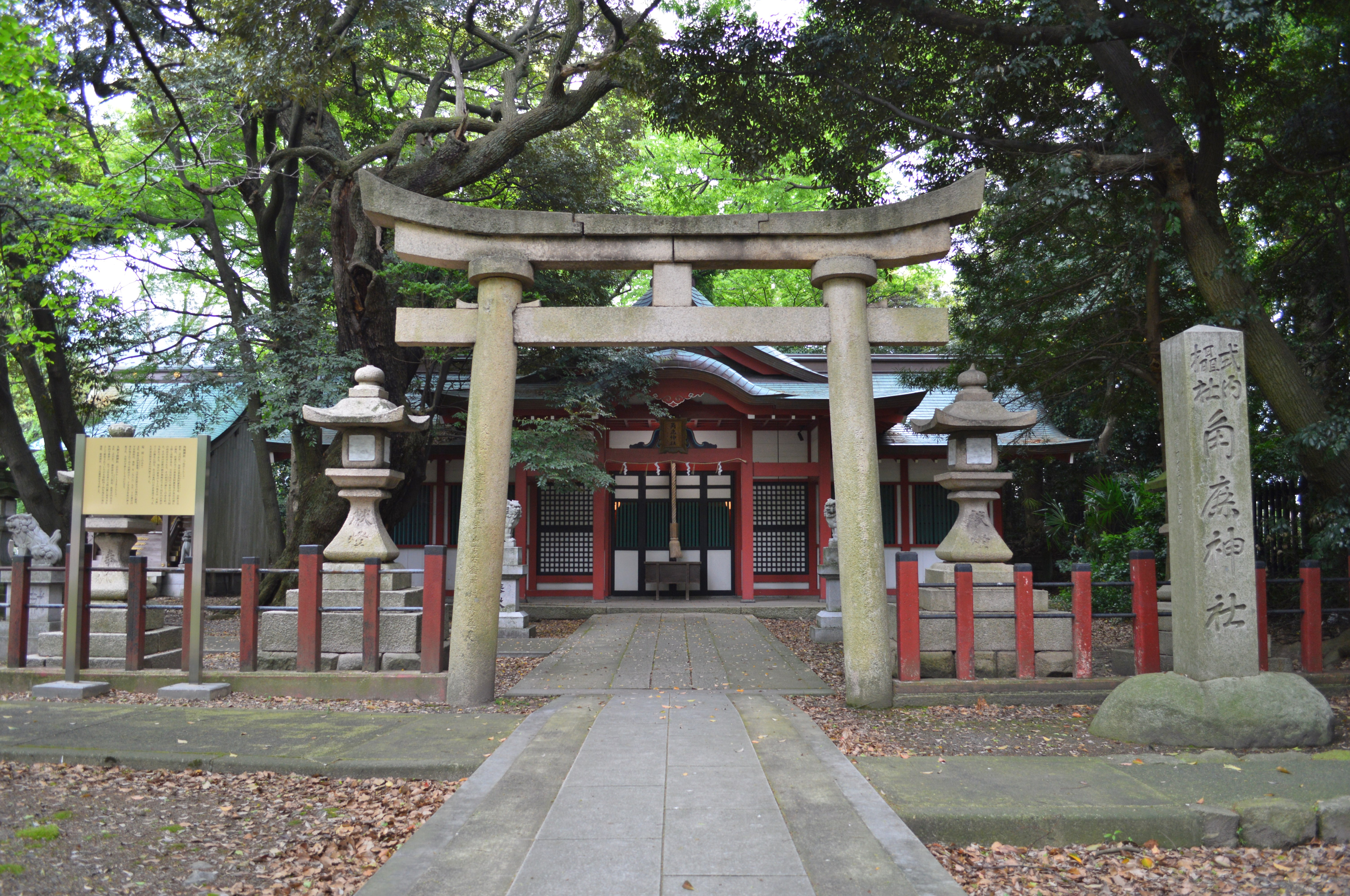
쓰루가신사(角鹿神社), 후쿠이현(福井県) 쓰루가시(敦賀市)

게히신궁(氣比神宮, 후쿠이현 쓰루가시)의 전승에서는 쓰누가아라시토가 쓰루가의 통치를 담당했다고 한다. 또한 게히신궁 경내 섭사(摂社, 신사의 주신과 연관된 신을 봉헌한 건물)의 쓰루가신사(角鹿神社, 식내사(式内社))는 그 정소적(政所跡)이며, 현재 쓰누가아라시토는 제신(祭神)으로 여겨진다.
JR 쓰루가역(敦賀駅) 앞에는 '쓰누가아라시토상(都恕我阿羅其等像)'이 있다.

## 같이 보기
- 아메노히보코